# Landgericht Bromberg
Das Landgericht Bromberg war ein preußisches Gericht der ordentlichen Gerichtsbarkeit im Bezirk des Oberlandesgerichtes Posen mit Sitz in Bromberg.

## Geschichte
Das königlich preußische Landgericht Bromberg wurde mit Wirkung zum 1. Oktober 1879 als eines von sieben Landgerichten im Bezirk des Oberlandesgerichtes Posen gebildet. Aufgelöst wurde das bisherige Appellationsgericht Bromberg. Der Sitz des Gerichtes war Bromberg. Das Landgericht war danach für die Stadt Bromberg und die Kreise Bromberg, Inowrazlaw, Schubin und einen Teil des Kreises Wongrowitz zuständig. Ihm waren zunächst folgende sieben Amtsgerichte zugeordnet:
| Amtsgericht                    | Sitz               | Bezirk |
| ------------------------------ | ------------------ | --- |
| Amtsgericht Bromberg           | Bromberg           | Kreis Bromberg ohne den Teil, der dem Amtsgericht Crone an der Brahe zugeordnet war |
| Amtsgericht Crone an der Brahe | Crone an der Brahe | aus dem Kreis Bromberg der Stadtbezirk Crone an der Brahe und der Polizeidistrikt Crone an der Brahe sowie die Gemeindebezirke Freidorf, Gogolin, Krompiewo, Moritzfelde, Neumannsdorf und Witoldowo und die Gutsbezirke Bachwitz, Hohenfelde, Rohrbeck und Slupowo aus dem Polizeidistrikt Wilhelmsort; dazu aus dem Polizeidistrikt Zolondowo die Gemeindebezirke Klaczkowo, Stronnau, Groß-Wudschin, Lindau und Zalesie sowie die Gutsbezirke Hohenhausen, Klahrheim, Ludwigsfelde, Rieciszewo und Oberförsterei Stronnau |
| Amtsgericht Exin               | Exin               | aus dem Kreis Schubin der Stadtbezirk Exin und der Polizeidistrikt Exin ohne die Gemeindebezirke Sipiory, Studziniec, Zablocie und den Gutsbezirk Victoriathal; aus dem Kreis Wongrowitz Teile der Polizeidistrikte Gollantsch und Srebnagora und der Gutsbezirk Kujawki aus dem Polizeidistrikt Lesno |
| Amtsgericht Inowrazlaw         | Inowrazlaw         | Kreis Inowrazlaw ohne den Teil, der dem Amtsgericht Strelno zugeordnet war |
| Amtsgericht Labischin          | Labischin          | aus dem Kreis Schubin die Stadtbezirke Bartschin, Gonsawa und Labischin und der Polizeidistrikt Labischin sowie Teile des Polizeidistriktes Znin |
| Amtsgericht Schubin            | Schubin            | Kreis Schubin ohne den Teil, der den Amtsgerichten Exin und Labischin zugeordnet war |
| Amtsgericht Strelno            | Strelno            | aus dem Kreis Inowrazlaw der Stadtbezirk Strelno und der Polizeidistrikt Strelno sowie Teile des Polizeidistriktes Markowice |

Der  Landgerichtsbezirk hatte 1880 zusammen 240.824 Einwohner. Am Gericht waren ein Präsident, drei Direktoren und zehn Richter tätig. Am Amtsgericht Inowrazlaw bestand eine Strafkammer für die Amtsgerichtsbezirke Inowrazlaw und Strelno. Im Jahre 1899 wurde das Amtsgericht Znin gebildet und dem Landgericht Bromberg zugeordnet. Der Landgerichtsbezirk kam aufgrund des Versailler Vertrages 1919 zu Polen, und das Landgericht Bromberg wurde aufgelöst. Im Jahre 1939 wurde Polen deutsch besetzt. Im Rahmen der Neuorganisation der Gerichte in Ostdeutschland und im ehemaligen Polen wurden das Landgericht Bromberg neu gebildet und nun dem Oberlandesgericht Danzig zugeordnet. Zu seinem Sprengel gehörten jetzt die Amtsgerichte Bromberg, Krone (Brahe), Lobsens, Nakel und Wirsitz. Die anderen bis 1919 bestehenden Amtsgerichte wurden dem neuen Landgericht Hohensalza zugeordnet. Am Landgericht Bromberg wurde das Landesarbeitsgericht Bromberg gebildet. Im Laufe des Krieges wurde das Amtsgericht Krone zur Zweigstelle des Amtsgerichtes Bromberg heruntergestuft, in Lobsens wurden nur noch Gerichtstage des Amtsgerichtes Wirkzig gehalten.
Im Jahre 1945 wurde der Landgerichtsbezirk unter polnische Verwaltung gestellt, und die deutschen Einwohner wurden vertrieben. Damit endete auch die Geschichte des Landgerichtes Bromberg und seiner Amtsgerichte.